# Virksomhed
En virksomhed er en organisation, der producerer og sælger varer eller tjenester. Virksomhedsformen muliggør adskillelse af ejerskab og ledelse. Virksomhed bruges ofte synonymt med firma eller foretagende. En virksomhed kan være ejet af privatpersoner, af andre virksomheder eller af staten eller en kombination.
Personer, der starter virksomheder, kaldes ofte iværksættere.

## Virksomhedsformer
Virksomheder kan være organiseret på mange forskellige måder. Overordnet skelner man mellem personligt ejede virksomheder og selskaber. I Danmark findes der tre typer af personligt ejede virksomheder: Enkeltmandsvirksomheder, personligt ejede mindre virksomheder (PMV'er) og interessentskaber. De mest almindelige selskabsformer er aktieselskaber og anpartsselskaber. Derudover findes også typen iværksætterselskaber, der dog er ved at blive udfaset.

### Hæftelse
De forskellige virksomhedsformer adskiller sig bl.a. ved, om nogen udenfor virksomheden hæfter for dennes forpligtelser. En ledelse vil naturligvis hæfte, hvis den handler groft uansvarligt – hæftelsen er den sikkerhed tredjemand her udover har. En hæftelse kan sikres yderligere ved sikkerhedsstillelse, garanti-erklæring, kaution eller pantsætning.

### Aktie- og anpartsselskaber
Aktieselskaber og anpartsselskaber er selvstændige subjekter – og ejerne af sådanne selskaber hæfter ikke for selskabernes forpligtelser. Aktie- og anpartsselskaber er derfor under særlig lovregulering, der bl.a. pålægger selskaberne til Erhvervsstyrelsen at indberette navnene på selskabernes ledelsesmedlemmer, udarbejde regnskaber m.v..

### Andelsselskaber og foreninger
Andelsselskaber og foreninger har som udgangspunkt ingen ekstern hæftelse. Andelsselskaber er kendetegnet ved at være styret af kunder eller leverandører. Foreninger kan drive virksomhed; da vil der ikke være nogen hæftelse.

### Enkeltmandsvirksomheder, interessentskaber, kommanditselskaber
I en enkeltmandsvirksomhed er der kun én ejer som hæfter personligt.
I interessentskaber hæfter alle ejerne; i et kommanditselskab vil der være en komplementar, som hæfter fuldt ud (komplementaren kan dog være et andet selskab med begrænset formue og hæftelse).

## Kapitalkrav
For de forskellige typer virksomheder er der ligeledes forskellige kapital krav. For personlig ejede virksomheder er der intet kapitalkrav men til gengæld hæfter ejerne med deres personlige formue. For selskaber som anpartsselskaber og aktieselskaber er der krav om at virksomheden altid skal have en bestemt minimumskapital. Således sikres virksomhedens kreditorer.